# La Veiga
La Veiga (llamada oficialmente San Paio da Veiga) es una parroquia del municipio español de Celanova, en la provincia de Orense, Galicia.

## Toponimia
La parroquia también es conocida por los nombres de San Paio de Veiga, San Pelagio de La Vega  y San Pelagio de Vega.

## Organización territorial
La parroquia está formada por nueve entidades de población:

### Entidades de población
Entidades de población que forman parte de la parroquia:
- Campo
- Einibó
- Figueiredo
- Pazos
- Regada (A Regada)
- Sampayo  (Sampaio)(San Paio da Veiga)
- Sandín
- Sanmances (Samances)

### Despoblado
Despoblado que forma parte de la parroquia:
- Outeiro (O Outeiro)

## Demografía
| Gráfica de evolución demográfica de La Veiga entre 2000 y 2022 |
|                                                                |
| Datos según el nomenclátor publicado por el INE.               |